# The Mentalist
The Mentalist ist eine US-amerikanische Krimiserie von Bruno Heller, die von 2008 bis 2015 von Primrose Hill Productions und Warner Bros. Television für den US-Sender CBS produziert wurde. Sie handelt von Patrick Jane, der vor seiner Beratertätigkeit beim California Bureau of Investigation (CBI) als Medium gearbeitet hatte und nun verschiedene Polizeibehörden als Berater unterstützt. Im Verlauf der Serie hilft er in dieser Funktion zuerst der Polizei in Kalifornien und später dem FBI in Texas dabei, Mordfälle zu lösen. In den USA startete die Serie am 23. September 2008 auf CBS, im deutschsprachigen Raum am 1. März 2009 auf ORF eins.

## Handlung
The Mentalist handelt von Patrick Jane, der seinen Lebensunterhalt früher als Mentalist verdiente. Er betrog gutgläubige Menschen, indem er ihnen vorspielte, er könne als Medium mit Geistern kommunizieren und Gedanken lesen. Er selbst ist zwar der Überzeugung, keine magischen Kräfte im Sinne des Spiritismus zu besitzen, genierte sich aber nicht bei der Vermarktung dieser Behauptung. In Wahrheit besitzt er lediglich eine herausragende Beobachtungs- und Kombinationsgabe, die er bereits in früher Jugend schulte, als er mit seinem Vater auf Jahrmärkten auftrat. Gelegentlich half er der Polizei dabei, Fälle zu lösen. Als Jane sich aber in einer Fernsehsendung damit brüstete, maßgeblich an den Ermittlungen gegen den Serienmörder Red John beteiligt zu sein, und den Killer als erbärmlichen Geisteskranken darstellte, zog er dessen Zorn auf sich. Kurz darauf wurden Janes Frau und Tochter von Red John grausam ermordet.
Der Handlungsstrang der Serie beginnt einige Jahre nach diesen Ereignissen. Nach einem Aufenthalt in der geschlossenen Psychiatrie arbeitet Jane nun als Berater für das California Bureau of Investigation (CBI). Er unterstützt die Ermittlerin Teresa Lisbon und ihr Team bei der Aufklärung von Mordfällen und hofft zugleich, dabei auf eine Spur von Red John zu stoßen, um an diesem Rache zu üben, was ihm in der sechsten Staffel schließlich auch gelingt. Die oft rätselhaften Fälle löst er vor allem durch unkonventionelle Methoden, wobei ihm seine außergewöhnliche Beobachtungsgabe, seine Menschenkenntnis, seine Unverfrorenheit und seine Fähigkeiten als Hypnotiseur immer wieder zugutekommen. Er beansprucht nicht mehr, tatsächlich übersinnliche Fähigkeiten zu haben, und bezeichnet jeden, der das von sich behauptet, als Lügner.
Nachdem Jane den Serienmörder Red John im Verlauf der sechsten Staffel enttarnt und getötet hat, flieht er und versteckt sich zwei Jahre lang vor dem FBI. Als ihn die Behörde schließlich findet, wird ein Deal ausgehandelt und Jane unterstützt das FBI fortan als Berater in Austin (Texas). Auf Janes ausdrücklichen Wunsch hin arbeitet er auch beim FBI gemeinsam mit Teresa Lisbon, seiner ehemaligen Vorgesetzten aus CBI-Zeiten. Im Finale von Staffel 6 werden Teresa Lisbon und Patrick Jane ein Paar. Im Finale der letzten Staffel heiraten die beiden schließlich und Lisbon sagt nach der Hochzeit zu Jane, sie sei schwanger und er werde noch einmal Vater.

## Konzept
Aufgrund der Fähigkeiten des Protagonisten, scheinbar unwichtige Details aufzufassen, aus ihnen Schlussfolgerungen zu ziehen und Menschen zu analysieren, wird die Serie oft mit anderen Fernsehsendungen verglichen, vor allem mit Millennium – Fürchte deinen Nächsten wie Dich selbst, Dr. House, Criminal Intent – Verbrechen im Visier, Life, Monk, Profiler und ganz besonders Psych, einer Serie die zwei Jahre vor The Mentalist anlief und eine ähnliche Handlung aufweist. So ist bei beiden Serien ein vermeintlicher Hellseher als Berater für die kalifornische Polizei tätig. Allerdings unterscheidet sich The Mentalist darin, dass Jane sich selbst nicht als Hellseher sieht und jeden, der behauptet ein Hellseher zu sein, als Schwindler erachtet. Shawn Spencer, der Hellseher aus Psych, hingegen behauptete das als Notlüge, um nicht verhaftet zu werden, und hält daran fest. Überdies ist The Mentalist deutlich düsterer als Psych. Obwohl anerkannt wurde, dass die Idee der Sendung nicht sonderlich originell ist, wurde sie von der Kritik für ihre „wohlüberlegte Ausführung“ gelobt.

## Figuren

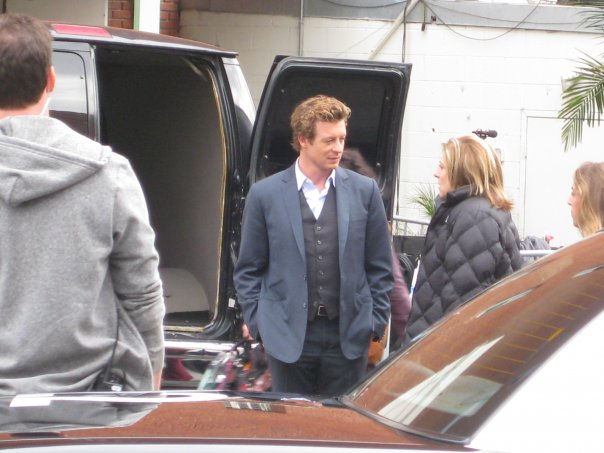
Simon Baker am Filmset (2009)

### Hauptfiguren

#### Patrick Jane
Die Hauptfigur der Serie. Er entstammt einer Familie von Schaustellern. Sein Vater bildet ihn gründlich aus und bringt ihm alle möglichen Tricks, Täuschungen und Betrügereien bei. Patrick Jane beherrscht zahlreiche Karten- und Zaubertricks und ist dank der Ausbildung durch seinen Vater auch ein herausragender Taschendieb. Zusammen mit seinem Vater begeht er als Kind zahlreiche Betrügereien, was ihm aber mit zunehmendem Alter immer mehr missfällt. Das wiederum führt zum Konflikt mit seinem Vater, der alle Gewinne aus den Betrügereien an illegalen Pokertischen verjubelt. Seine herausragendste Fähigkeit ist es, aus Mimik und Gestik seiner Gegenüber Schlussfolgerungen zu ziehen. Damit erweckt er beim Publikum den Eindruck, er könne hellsehen. So kann er erkennen, ob seine Vermutungen zutreffen, aber auch blitzschnell reagieren, wenn er erkennt, dass seine Vermutungen in die falsche Richtung gehen. Immer wieder nutzt er dieses Talent später als Ermittler und veranstaltet auch spontane Liveshows, in denen er den Täter überführt.
Nachdem seine Frau und seine Tochter von Red John ermordet wurden (weil er Red John in den Medien verspottete), hat Jane einen Nervenzusammenbruch und wird monatelang in der Psychiatrie behandelt. Anschließend beendete er seine Karriere als Betrüger und angebliches Medium mit vermeintlich übersinnlichen Fähigkeiten und nutzt nun seine verblüffende Beobachtungsgabe, um den Mörder seiner Familie, aber auch andere Verbrecher zu jagen. Beim California Bureau of Investigation (CBI) besteht seine Aufgabe darin, als Berater die Ermittlungen einer Spezialeinheit zu unterstützen und zu beschleunigen. Obwohl er ein wenig exzentrisch ist, ist er zugleich sehr aufmerksam, nichts entgeht seiner Wahrnehmung. Das hilft ihm dabei, die Fälle zu lösen, die vom CBI untersucht werden.
Durch den Mord an Frau und Kind hat er seitdem Angst, wieder engere emotionale Bindungen einzugehen, um nicht wieder so tief verletzt werden zu können.
Bis in Staffel 7 trägt er immer noch seinen Ehering und er verweigert sich selbst jeder Frau, wobei er nicht selten auf seinen Ehering verweist, obwohl er von Beginn der Staffel 1 an bereits Witwer ist. Er lässt niemanden an sich heran und schließt auch keine engeren Freundschaften. Erst im Verlauf der Staffeln gewährt er Lisbon Einblicke in seine Gefühlswelt und entwickelt langsam freundschaftliche Gefühle und Zuneigungen.
Jane kann sehr gut mit Kindern umgehen. Immer wieder nutzt er sie als wichtige Informationsquelle, welche die Erwachsenen übersehen oder nicht ernst nehmen. Als er auf Lisbons aufgeweckte Nichte Anni aufpassen soll, bringt er ihr auch schon mal bei, wie man als Taschendiebin vorgehen muss, was Anni sehr geschickt umsetzt (mit Rigsby als „Opfer“). Kinder sind seine Achillesferse, denn ihnen kann er keinen Gefallen oder Unterstützung ausschlagen. Da dies aber nur Lisbon begreift und es nur selten ausnutzt, wird das nie zum Problem.
Bei der Zusammenarbeit mit Teresa Lisbon entwickelt er tiefe, aber nur rein freundschaftliche Gefühle für sie, da er sich selber nicht mehr erlaubt. Er gesteht ihr aber in einer scheinbar aussichtslosen tödlichen Situation, in der Lisbon sich telefonisch von ihren Mitarbeitern und ihrer Familie verabschiedet, dass er niemanden hat, den er zum Abschied anrufen möchte, außer sie, aber das wäre ja unnötig, da sie beide in der Todesgefahr zusammen sind (tatsächlich hat Jane die Gefahr nur vorgetäuscht, um den wahren Täter zu entlarven). Erst in Staffel 6 lässt er es zu, mehr für sie zu empfinden und verliebt sich nach und nach in sie, kann sich dies aber lange Zeit nicht eingestehen. Am Ende der sechsten Staffel gesteht er ihr seine Liebe und die beiden werden ein Paar. Im Finale der siebten Staffel heiraten sie und Lisbon deutet Jane an, sie sei schwanger, was er freudestrahlend zur Kenntnis nimmt.
Meistens erkennt Jane den Täter schon sehr früh, sagt aber nie, wen er im Verdacht hat, bevor er es nicht auch beweisen kann. Das bringt seine Chefin Lisbon regelmäßig zu kleinen Wutanfällen. Zumeist inszeniert er dann eine seiner alten Betrugsmaschen, um den Täter zu überführen. Dabei schreckt er vor nichts zurück und versetzt zum Beispiel Wichtigtuer in Todesangst, bestiehlt Diebe mit Diplomatenstatus und ähnliches bis hin zur Gefangenenbefreiung aus Bundesgefängnissen. Er bedient sich dabei auch anderer Ganoven oder verhilft ihnen zur Flucht, wenn er so größere Verbrecher dingfest machen kann. Er selber wendet nur extrem selten Gewalt an und lehnt Waffen grundsätzlich ab. Er benutzt sie aber, um die Verbrecher um Red John zu töten, auch wenn er Red John selber am Ende mit den Händen erwürgt.
Patrick Jane fährt in den ersten sechs Staffeln einen alten Citroën DS und ist finanziell sehr gut abgesichert. Mehrfach setzt er tausende Dollar seines Privatvermögens ein, um die Ermittlungsarbeit zu beschleunigen. Immer wieder zeigt er aber auch, dass er leicht ein Vermögen an den Spieltischen machen könnte, was er aber nur zu Ermittlungszwecken hin und wieder tut. Aber als er einmal ein Tötungsdelikt an einem Mörder aus dem Umfeld von Red John begeht und nur gegen eine Million Dollar Kaution bis zur Verhandlung wieder aus dem Gefängnis kommen kann, nimmt er im Gefängnis an einer Pokerrunde mit Ganoven teil und gewinnt die Million mit Leichtigkeit. Auch an den Spieltischen beherrscht er Tricks und Strategien, gewinnt aber nicht selten allein durch seine Beobachtungsgabe. Die Gewinne aus diesen Spielen spendet er zumeist der Wohlfahrt, aber auch direkt und immer anonym Bedürftigen.
Zu Janes besonderen Eigenschaften zählen aber auch ein sehr lockerer Umgang mit Dienstvorschriften und die Vorliebe, Grenzen jeder Art zu überschreiten. Auf der ständigen Suche nach Red John nimmt er auf nichts Rücksicht, um den Mörder seiner Frau (Angela Ruskin Jane) und seiner Tochter (Charlotte Anne Jane) zu finden.
Nachdem Patrick Jane den Haupttäter Red John und seine ranghohen Mitarbeiter in Justiz und Polizei am Ende von Staffel 6 enttarnen kann, tötet er sie alle. Die Verbrecher gestehen ihm gegenüber zwar ihre Schuld, da sie sich aber gegenseitig decken und keine Beweise hinterlassen bzw. diese gegenseitig vernichten, kann Patrick Jane es nicht zu einem Prozess kommen lassen. Nun als Mordverdächtiger gesucht flüchtet er vor der Polizei ins Ausland. Nach zwei Jahren findet das FBI ihn jedoch und überredet ihn zur Rückkehr, wobei ihm völlige Straffreiheit zugesichert wird.

#### Teresa Lisbon
Teresa Lisbon ist die Leiterin des Teams und Senior Special Agent. Ihr unterstehen Wayne Rigsby, Kimball Cho und Grace Van Pelt; als Berater steht ihr Patrick Jane zur Seite. Obwohl Lisbon durch Janes ungewöhnliches Verhalten und Entscheidungen hinter ihrem Rücken oft verärgert ist, schätzt sie ihn als wertvolles Mitglied des Teams und unterstützt ihn bei einigen seiner Theorien. Ihre Mutter kam bei einem Unfall ums Leben, so dass Lisbon sich um ihre Brüder und ihren alkoholkranken Vater kümmern musste.
Sie ist die Einzige im Team, der Jane vollkommen vertraut und der er intime Details seiner Vergangenheit anvertraut. Beide verbindet sehr schnell eine tiefe Freundschaft und sie arbeiten gut zusammen, doch oft bereitet Jane ihr wegen seiner Haltung bzw. seiner Alleingänge Probleme mit der örtlichen Polizei. Sie vertraut ihrerseits Jane vorbehaltlos und sie ist häufig die Einzige, die seine Tricks und Spielchen mit den Verdächtigen frühzeitig durchschaut. Sie lässt sich deshalb im Laufe der Serie zunehmend öfter auf diese ein und unterstützt sie dann auch aktiv.
Teresa Lisbon hält sich streng an die Dienstvorschriften und hat immer wieder Probleme mit Jane, der so rein gar nichts von ihnen hält. Im Verlauf der Serie wird sie dabei aber auch etwas lockerer. Im späteren Verlauf lässt sie dann sogar nach schweren inneren Kämpfen ein junges Mädchen straflos davonkommen, obwohl ihr das Mädchen gesteht (was Jane wieder einmal schon lange vorher weiß), dass sie ihren Vater erschossen hat. Der war der Mörder ihrer Mutter, ein Verbrecher und Gewalttäter, wäre aber sonst ungestraft davongekommen.
Im Zuge der Enttarnung von Red John wird das CBI in der sechsten Staffel aufgelöst und Lisbon arbeitet als einfache Polizistin, bis sie gemeinsam mit Jane zum FBI wechselt. Am Ende der sechsten Staffel werden Jane und Lisbon ein Paar, nachdem Jane gerade noch Lisbons Wechsel nach Washington, D.C. und ihre Ehe mit dem FBI-Agenten Marcus Pike verhindern konnte.

#### Wayne Rigsby
Er entwickelt starke Gefühle für Grace Van Pelt und ist ein guter Freund von Jane. Rigsby ist wie die anderen jedoch auch oft von Janes Verhalten genervt. Er pflegt eine gute Freundschaft mit Cho. Rigsby ist anständig und mag es nicht besonders, Regeln zu brechen. Rigsby war vor seinem Dienst beim CBI zwei Jahre lang bei der Brandermittlung tätig.
Im Laufe der zweiten Staffel kommt es zu einer sexuellen (verbotenen) Beziehung mit Grace Van Pelt, von der beide glauben, dass sie diese geheim halten können. Tatsächlich weiß es aber die ganze Behörde und alle halten den Mund. Als die Chefetage davon etwas bemerkt, trennen sich die beiden. Rigsby versucht neue Beziehungen zu finden, will aber tatsächlich nur Grace Van Pelt.  In der vierten Staffel wird er Vater mit einer anderen Frau, die Beziehung zerbricht aber. Sein Sohn Benjamin taucht erstmals in der vierten Episode der fünften Staffel auf. In den darauffolgenden Folgen werden Rigsbys Gefühle für Van Pelt wieder sichtbar und die beiden beginnen erneut eine verbotene Beziehung ab Folge 20 der fünften Staffel. Zu Beginn der sechsten Staffel heiraten Rigsby und Van Pelt. Nachdem das CBI aufgelöst wird, gründet Rigsby gemeinsam mit seiner Ehefrau eine private Sicherheitsfirma. Beide wechseln später nicht zum FBI, sondern bleiben bei ihrer eigenen Firma, arbeiten aber hin und wieder mit dem FBI zusammen.

#### Kimball Cho
Er hat einen trockenen Humor und ist Rigsbys Freund und der Spezialist hinsichtlich der Befragung von Zeugen und Verdächtigen. Cho, der wohl Bodenständigste des Ermittlerteams, ist oft der Einzige, der Janes Salontricks durchschaut. Das verdankt er wohl seiner außerordentlich guten Auffassungsgabe. Als Jane Van Pelt erzählt, dass er mit Telekinese einen Zahnstocher über den Tisch bewegt, sagt Cho einfach: „Er pustet drauf.“ Er vertraut Jane nahezu völlig und unterstützt ihn auch dann, wenn er nicht versteht, warum Jane gewisse Dinge tut, da diese immer den Fall voranbringen.
Er hasst es zu lügen, tut dies aber, um Freunde oder Janes Tricks zu schützen oder zu decken.
In Lisbons Abwesenheit ist er oft ihr Vertreter. Bevor er zum CBI gekommen ist, hat er bei den Special Forces der US Army gedient. Während seiner Jugend war er in einer Gang und saß deshalb auch im Jugendgefängnis.
Nach der Auflösung des CBI macht Cho eine Ausbildung zum FBI-Agenten und arbeitet später gemeinsam mit Jane und Lisbon für das FBI in Texas. Als sein Teamchef Abbott zum Ende der siebten Staffel nach Washington wechselt, wird Cho Leiter des FBI-Teams in Austin, welches er gemeinsam mit dem verbliebenen Agenten Wylie neu aufbaut. In Beziehungsfragen zeigt er sich sehr menschlich und hilft Wylie bei seiner angestrebten Beziehung zu Michelle Vega.
In seinen Armen stirbt Wylies Freundin Agentin Michelle Vega aber und dabei zeigt sich eine andere Seite von Kimball Cho: Sonst immer um Korrektheit bemüht will er nun nur noch Rache und die Täter erschießen, was er letztlich auch tut.

#### Grace Van Pelt
Van Pelt ist das zu Beginn neueste Mitglied des Teams. Oft übernimmt sie den Telefondienst, mehr oder weniger freiwillig. Sie hat einen tiefen Glauben an Religion und Paranormales und gerät oft mit Jane aneinander, weil er sich darüber lustig macht oder er etwas tut, was sie als religiös oder moralisch falsch ansieht. Einige Episoden zeigen, dass sie auf die Gefühle von Rigsby reagiert, sich dabei jedoch nichts Ernstes entwickelt, da das gegen die Dienstvorschriften verstoßen würde. Im Laufe der zweiten Staffel lässt sie sich jedoch auf eine Beziehung mit ihm ein, wobei beide zunächst versuchen, das vor ihren Kollegen geheim zu halten (was ihnen aber kaum gelingt, nur alle schauen weg). Nach der erzwungenen Trennung lässt sie sich auf andere Beziehungen ein, ist dabei aber wenig erfolgreich.
Van Pelt ist sehr streng organisiert und ein wenig nervös, ist aber insgesamt eine sehr wertvolle Ergänzung für das Team. Mitte der dritten Staffel verlobt sie sich mit dem FBI-Agenten Craig O’Laughlin, welcher jedoch am Ende der Staffel von ihr als Psychopath entlarvt und erschossen wird.
In der sechsten Staffel heiratet sie ihren Kollegen Wayne Rigsby. Während der zweijährigen Flucht von Jane bekommt Van Pelt ein Kind von ihrem Ehemann. Sie bleibt schließlich gemeinsam mit Rigsby bei ihrer eigenen Sicherheitsfirma und wechselt nicht zum FBI, arbeitet aber hin und wieder mit diesem zusammen.

#### Dennis Abbott
Dennis Abbott ist Supervisory Special Agent beim FBI. Er überwacht die Schließung des CBI, nachdem die Verwicklung von Gale Bertram, welcher Chef dieser Behörde war, in den Fall Red John bekannt wird. Dabei lernen sich Patrick Jane und Dennis Abbott kennen. Nachdem Jane den Serienmörder Red John tötet, wird er von Abbott gesucht, der ihn nach zwei Jahren findet und zum FBI holt. Dort arbeitet Jane fortan unter der Aufsicht von Abbott in der Außenstelle Austin. Zu Beginn der siebten Staffel wird die enge freundschaftliche Bindung zwischen Abbott und Jane deutlich, als dieser Abbott hilft, den rachsüchtigen DEA-Agenten Bill Peterson zu täuschen und somit Abbotts Frau Lina einen hochrangigen Job im Handelsministerium zu sichern. Zum Ende der siebten Staffel verlässt Abbott Austin und wechselt zum FBI nach Washington.

#### Kim Fischer
Kim Fischer ist FBI-Agentin. Patrick Jane lernt sie während seiner Flucht kennen und hält sie zunächst für eine einfache Touristin. Später stellt sich jedoch heraus, dass sie Abbotts Untergebene ist und Jane dazu bringen soll, in die USA zurückzukehren.
Sie arbeitet ebenfalls in der FBI-Außenstelle in Austin und somit nach dessen Rückkehr mit Jane zusammen. Dieser durchschaut sie aber und weiß, dass die nette Touristin ihr wahres Ich war, die später beim FBI vorgebliche eiskalte Ermittlerin und strenge Vorgesetzte hingegen nur eine Maske ist. Sie glaubt, Jane kontrollieren zu können, aber der führt ihr, von ihr dazu gezwungen, klar seine intellektuelle Überlegenheit vor und zeigt ihr ihre Grenzen auf. Jedoch betrachtet er sie nie als Gegnerin, die sie letztlich auch nie ist; er demonstriert ihr, dass er nur nach seinen Spielregeln agieren wird und nicht nach ihren. Er zeigt ihr mit einer simplen Flucht aus ihrem Kontrollbereich, dass er sie jederzeit blamieren kann, dies aber gar nicht will (er hinterlässt sehr deutliche Hinweise, wo sie ihn wieder einfangen kann).
Am Anfang der siebten Staffel wird erwähnt, dass Fischer sich nach Seattle versetzen ließ, um ihre Mutter zu unterstützen, welche einen Schlaganfall hatte.

#### Jason Wylie
Jason Wylie ist der Computerspezialist des Teams. Er brauchte nur drei Jahre für seinen Collegeabschluss und auch die Ausbildung beim FBI schaffte er in der Hälfte der Zeit. Er konnte sich seinen Einsatzort aussuchen und entschied sich für Austin. Wylie ist fasziniert von Janes Gedankenspielen. Ebenso begeistert ist er von seiner jungen Kollegin Michelle Vega. Über mehrere Wochen hinweg legt er sich einen Plan zurecht, Vega auf ein Date einzuladen. Als der richtige Zeitpunkt gekommen scheint, die beiden sich langsam näher kommen und sie sich zum ersten Date verabredet haben, stirbt Vega bei einem Einsatz.

#### Michelle Vega
Agent Michelle Vega wird in der siebten Staffel Abbotts Team zugeteilt. Aufgrund ihrer Haltung fällt Jane sofort auf, dass sie früher beim Militär gewesen sein muss. Zuerst wird dies von Vega bestritten; später gibt sie aber zu, auf Drängen ihres Vaters – eines Berufssoldaten – die United States Military Academy in West Point besucht zu haben. Diese verließ sie jedoch, als ihr Vater an Leberkrebs erkrankte. Sie und Jason Wylie sind die jüngsten Mitglieder des Teams. Es entwickelt sich eine enge Verbindung zwischen den beiden. In Folge zehn stirbt sie allerdings an einem Bauchschuss, kurz bevor es zu einer ersten Verabredung der beiden kommt.

### Nebenfiguren

#### Red John

Red Johns Markenzeichen

Der Serienkiller Red John ist lange Zeit der unsichtbare Gegner von Patrick Jane in der Serie und der Grund dafür, dass Jane mit den Ermittlern kooperiert: Etwa fünf Jahre vor dem Zeitpunkt der ersten Episode erzählte Patrick Jane, damals noch ein angeblicher Hellseher, in einer (Fernseh-)Talkshow, dass er mit seinen übernatürlichen Fähigkeiten die Polizei bei der Suche nach Red John unterstützt. Er machte dabei auch Späße über den Serienkiller und bezeichnete ihn als jämmerlich und schwach. Als Jane wenig später spätabends nach Hause kam, fand er einen Zettel von Red John an der Schlafzimmertür.

„Sehr geehrter Mr. Jane, mir gefällt nicht, wie Sie mich in den Medien verleumden. Vor allem nicht durch Ihren schmutzigen und geldgierigen Betrug. Wenn Sie echte mentale Fähigkeiten hätten, müssten Sie nicht die Tür öffnen, um zu sehen, was ich Ihrer schönen Frau und Ihrem Kind angetan habe.“

Beim Öffnen der Tür sah Jane als erstes ein Smiley-Gesicht an der Wand. Red John hatte es mit dem Blut von Janes Frau und Kind gemalt. Fortan strebt Jane nach Rache, arbeitet deshalb mit dem CBI zusammen und macht nie einen Hehl daraus, dass es sein Ziel sei, Red John persönlich zu töten.

#### Weitere Nebenfiguren
Virgil Minelliist der Chef des CBI. Während der zweiten Staffel quittiert er dort jedoch seinen Dienst und geht in den Ruhestand, nachdem er vier seiner Agents, darunter auch Sam Bosco, durch die Verbrechen von Red John verliert.
Kristina Fryeist ein professionelles Medium, das in der ersten Staffel einen Mord vorhersieht und daher von Jane, der sie für eine Betrügerin hält, verdächtigt wird. Sie stellt sich jedoch als unschuldig heraus. In den letzten beiden Folgen der zweiten Staffel gibt es ein Wiedersehen mit ihr. Sie fühlt sich zu Jane hingezogen und er sagt zu, sich mit ihr einmal zu verabreden, da auch er Gefühle für sie zu entwickeln beginnt. Im Staffelfinale setzt sie sich in einer Liveshow mit Red John in Verbindung und wird als Reaktion darauf von diesem entführt. Jane findet sie schließlich wieder und kann sie befreien, sie ist jedoch stark traumatisiert und hält sich für tot.
Sam Boscoist ein älterer Special Agent beim CBI. Er war Lisbons Mentor, als sie eine jüngere Agentin war. Er ist Direktor der neuen Serienverbrechen-Einheit, die die Verantwortung übernimmt, den Fall Red John zu klären. Er steht Jane kritisch gegenüber, weil dieser kein richtiger Polizist ist, und glaubt deshalb, Jane würde die Leute um sich herum verderben. Er hat, obwohl er verheiratet ist, heimliche Gefühle für Lisbon. Alle im Team, außer Lisbon selbst, bemerken dies. Als dem Team um Lisbon in der zweiten Staffel der Fall um Red John entzogen und unter seine Leitung gestellt wird, fallen er und drei seiner Detectives dem Serienkiller zum Opfer, womit Red John bewirken will, dass Lisbon und damit auch Patrick Jane der Fall wieder übertragen wird.
Walter Mashburnist ein Milliardär, welcher in der Mitte der zweiten Staffel des Mordes verdächtigt wird. Jane und Lisbon können jedoch seine Unschuld beweisen. In der dritten Staffel treffen sie erneut auf den Playboy und Lisbon verbringt eine Nacht mit ihm.
Madeleine Hightowerist die Nachfolgerin von Minelli, die zum ersten Mal in der Mitte der zweiten Staffel auftaucht. Sie ist Special Agent, sehr streng und macht Lisbon für die Patzer von Patrick Jane verantwortlich. In der dritten Staffel wird sie von LaRoche verdächtigt, der Maulwurf von Red John beim CBI zu sein, und taucht mit Janes Hilfe unter. In der sechsten Staffel gibt sie Jane einen Hinweis, der diesen verleitet, ein Katz-und-Maus-Spiel mit Robert Kirkland zu beginnen. Dabei begibt er sich in Todesgefahr. Mit Hilfe von Lisbon gelingt es Hightower, Jane unversehrt zu befreien. Nach eigenen Aussagen wird Madeleine Hightower erst dann wieder ein normales Leben führen können, wenn Red John tot ist.
Craig O’Laughlinist Mitarbeiter des FBI und der Verlobte von Grace Van Pelt. Am Ende der dritten Staffel stellt sich heraus, dass er der Informant von Red John ist. Er wird in einer Hütte beim Versuch, Hightower zu töten, von Van Pelt und Hightower erschossen.
Todd Johnsonist ein Sanitäter, welcher in der neunten Folge der dritten Staffel seine Freundin und zwei Polizisten umbringt. Am Ende wird er von Jane überführt. In seiner Gefängniszelle wird er kurz darauf angezündet und stirbt an seinen Verletzungen. Vor seinem Tod zitiert er aus dem Gedicht The Tyger von William Blake, welches auch schon Red John rezitierte.
J.J. LaRocheist ein interner Ermittler des CBI. Er beginnt seine Arbeit, nachdem der Polizistenmörder Todd Johnson im CBI ermordet (verbrannt) wurde und klar ist, dass der Täter aus Kreisen des CBI stammen muss. Aufgrund des Fortschritts seiner Ermittlungen engagiert Jane sogar einen professionellen Einbrecher, um Informationen aus dem Haus von LaRoche zu stehlen (3x20). Wegen seiner kühlen, unberechenbaren Art und der Tatsache, dass er am Anfang alle CBI-Mitarbeiter für verdächtig hält, ist er sehr unbeliebt. Aufgrund seines starken Übergewichts und langatmigen Sprechweise wirkt er sehr behäbig. Es zeigt sich jedoch öfter, dass er sehr flink agieren kann. Insbesondere intellektuell ist er einer der Wenigen, der Jane die Stirn bieten kann und seine Pläne durchschaut. Nach Hightowers Untertauchen ist er zwischenzeitlich ihr Nachfolger, verlässt dann jedoch das CBI und geht zur internen Ermittlung zurück. Im Verlauf der fünften Staffel wird LaRoche erneut in einen wichtigen Fall verwickelt, der die Zusammenarbeit zwischen Jane und LaRoche weiter vertieft und ein lange gehütetes Geheimnis aus Folge 20 der dritten Staffel lüftet. LaRoche wird in der 13. Folge der 6. Staffel ermordet. Seine letzten Worte sind: „Mein Hund…“.
Luther Wainwrightist LaRoches Nachfolger als Chef des CBI. Er strahlt eine jugendliche Energie aus und ist noch sehr unerfahren. Jane beeindruckt ihn jedoch, und so empfindet er große Sympathie für ihn. Er legt großen Wert auf Statistiken und achtet, ebenso wie Patrick Jane, sehr auf Kleinigkeiten und Nebensächlichkeiten. Am Ende der vierten Staffel wird er in Red Johns Limousine tot aufgefunden. Er war der jüngste Special Agent, der eine leitende Position auf mittlerer Führungsebene innehatte.
Summer Edgecombeist eine Prostituierte, die hin und wieder vom Team beauftragt wird, den Ermittlern durch ihren Job als Informantin zu helfen. Cho hatte ein Verhältnis mit ihr, trennt sich jedoch letzten Endes von ihr.

## Besetzung
Die deutsche Synchronisation entstand nach einem Dialogbuch von Andreas W. Schmidt und unter der Dialogregie von Wolfgang Ziffer im Auftrag der Synchronfirma Cinephon in Berlin.

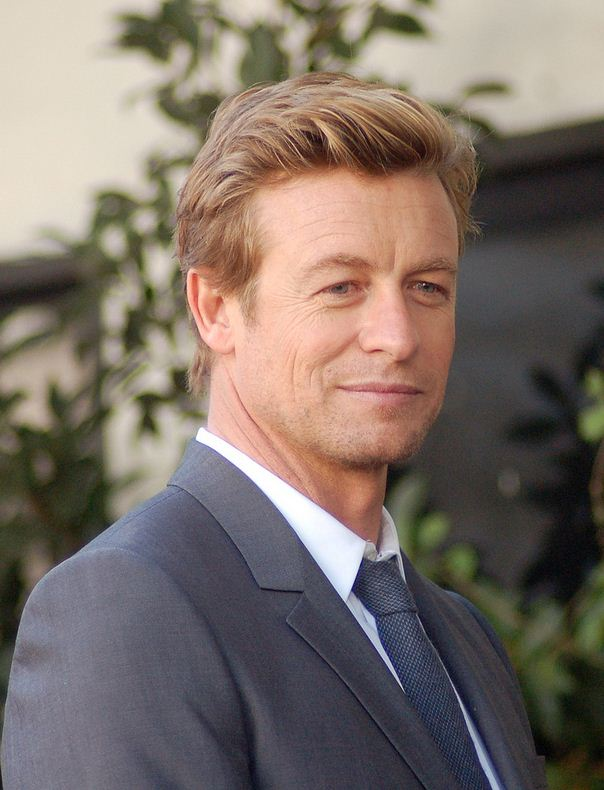
Simon Baker (2013)
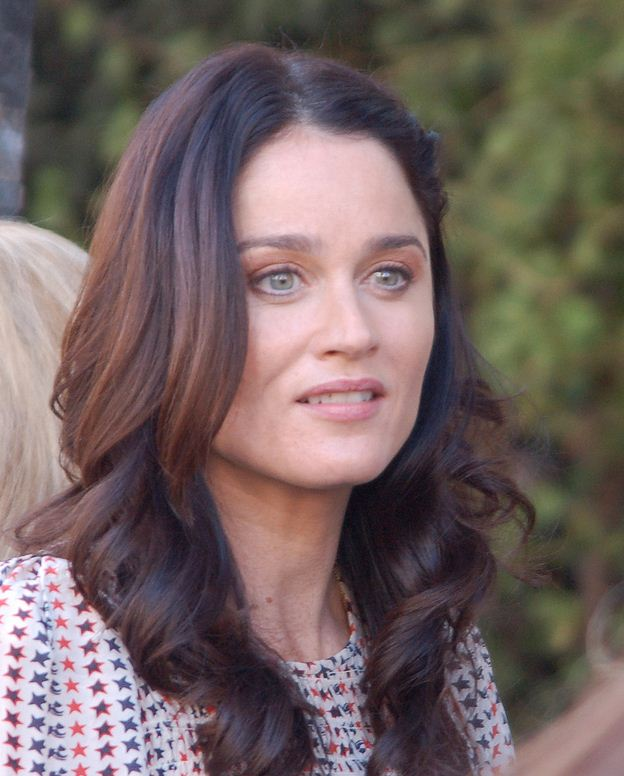
Robin Tunney (2013)
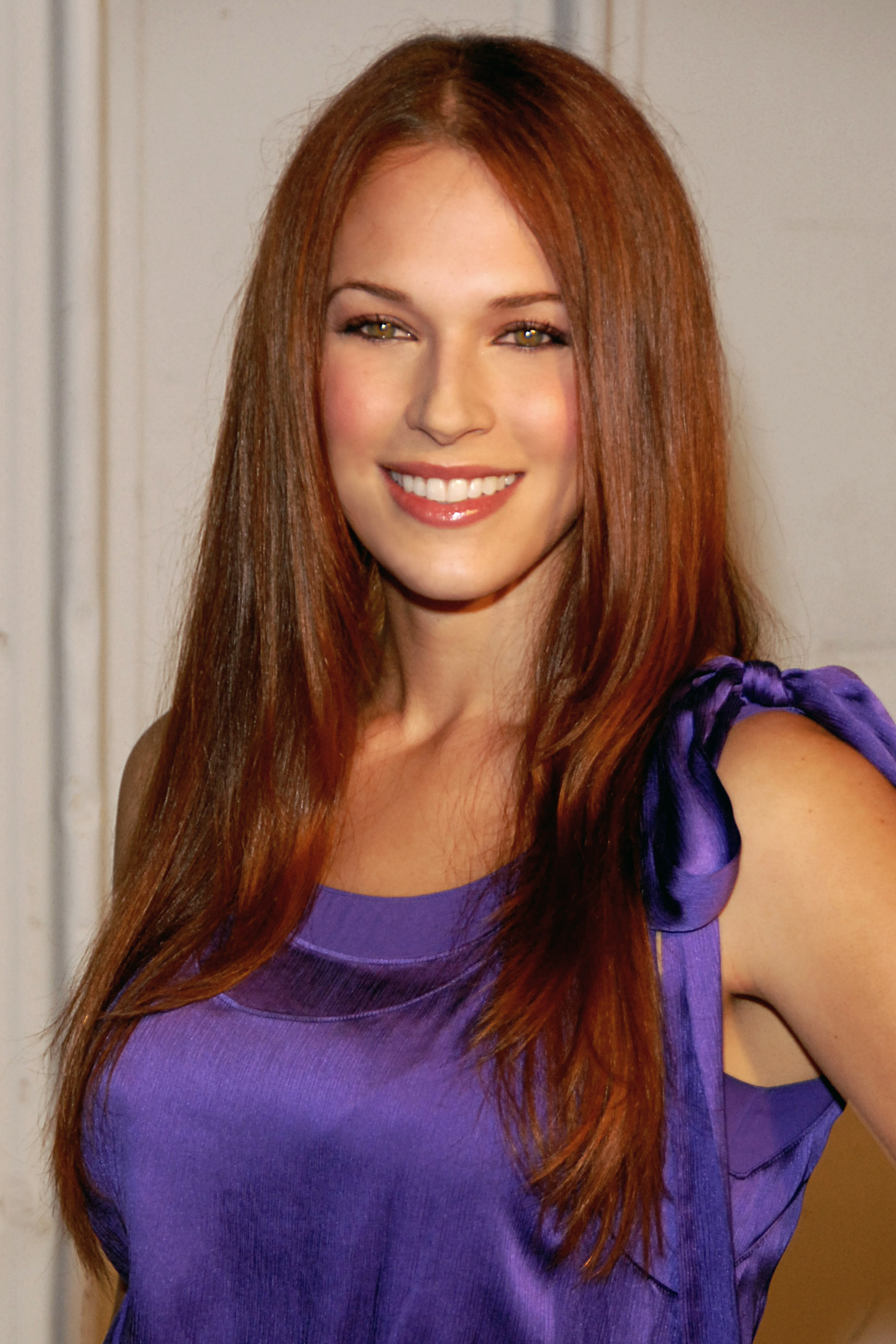
Amanda Righetti (2009)

| Rollenname          | Schauspieler        | Synchronsprecher       | Hauptrolle (Episoden) | Nebenrolle (Episoden)                  |
| ------------------- | ------------------- | ---------------------- | --------------------- | -------------------------------------- |
| Patrick Jane        | Simon Baker         | Marcus Off             | 1x01–7x13             |                                        |
| Teresa Lisbon       | Robin Tunney        | Vera Teltz             | 1x01–7x13             |                                        |
| Wayne Rigsby        | Owain Yeoman        | Tobias Nath            | 1x01–6x15             | 7x13                                   |
| Kimball Cho         | Tim Kang            | Alexander Doering      | 1x01–7x13             |                                        |
| Grace Van Pelt      | Amanda Righetti     | Kristina von Weltzien  | 1x01–6x15             | 7x13                                   |
| Dennis Abbott       | Rockmond Dunbar     | Jörg Hengstler         | 6x10–7x13             | 6x07–6x09                              |
| Kim Fischer         | Emily Swallow       | Ghadah Al-Akel         | 6x12–6x22             | 6x09–6x11                              |
| Jason Wylie         | Joe Adler           | Andi Krösing           | 7x01–7x13             | 6x10–6x22                              |
| Michelle Vega       | Josie Loren         | Sarah Alles            | 7x01–7x10             |                                        |
| Brett Partridge     | Jack Plotnick       | Julien Haggège         |                       | 1x01, 2x23, 5x15, 5x22–6x01            |
| Thomas McAllister   | Xander Berkeley     | Lutz Riedel            |                       | 1x02, 6x02–6x08                        |
| Virgil Minelli      | Gregory Itzin       | Lutz Mackensy          |                       | 1x03–2x08, 3x10, 5x05                  |
| Kristina Frye       | Leslie Hope         | Sabine Arnhold         |                       | 1x07, 2x22–2x23, 3x03                  |
| Sam Bosco           | Terry Kinney        | Lutz Schnell           |                       | 2x01–2x08                              |
| Walter Mashburn     | Currie Graham       | Viktor Neumann         |                       | 2x13, 3x07                             |
| Madeleine Hightower | Aunjanue Ellis      | Natascha Geisler       |                       | 2x17–3x24, 6x04                        |
| Bret Stiles         | Malcolm McDowell    | Wolfgang Condrus       |                       | 2x20, 3x03, 4x16, 5x08, 6x06           |
| Gale Bertram        | Michael Gaston      | Roland Hemmo           |                       | 3x01–4x02, 5x01, 5x03, 5x14, 5x22–6x08 |
| Craig O’Laughlin    | Eric Winter         | Marcel Collé           |                       | 3x03–3x24, 4x12                        |
| J.J. LaRoche        | Pruitt Taylor Vince | Tilo Schmitz           |                       | 3x10–4x02, 5x04, 5x18, 5x21, 6x13      |
| Raymond Haffner     | Reed Diamond        | Jaron Löwenberg        |                       | 4x02, 5x13, 6x02–6x06                  |
| Luther Wainwright   | Michael Rady        | Tim Knauer             |                       | 4x04–4x24                              |
| Richard Haibach     | William Mapother    | Jens Heinrich Claassen |                       | 4x07, 6x04, 6x15                       |
| Summer Edgecombe    | Samaire Armstrong   | Tanya Kahana           |                       | 4x08–4x22, 5x10                        |
| Lorelei Martins     | Emmanuelle Chriqui  | Anna Carlsson          |                       | 4x24–5x01, 5x08, 5x16, 5x22            |
| Reede Smith         | Drew Powell         | Sven Gerhardt          |                       | 5x01, 5x22–6x07                        |
| Robert Kirkland     | Kevin Corrigan      | Boris Tessmann         |                       | 5x07–6x04                              |

## Produktion

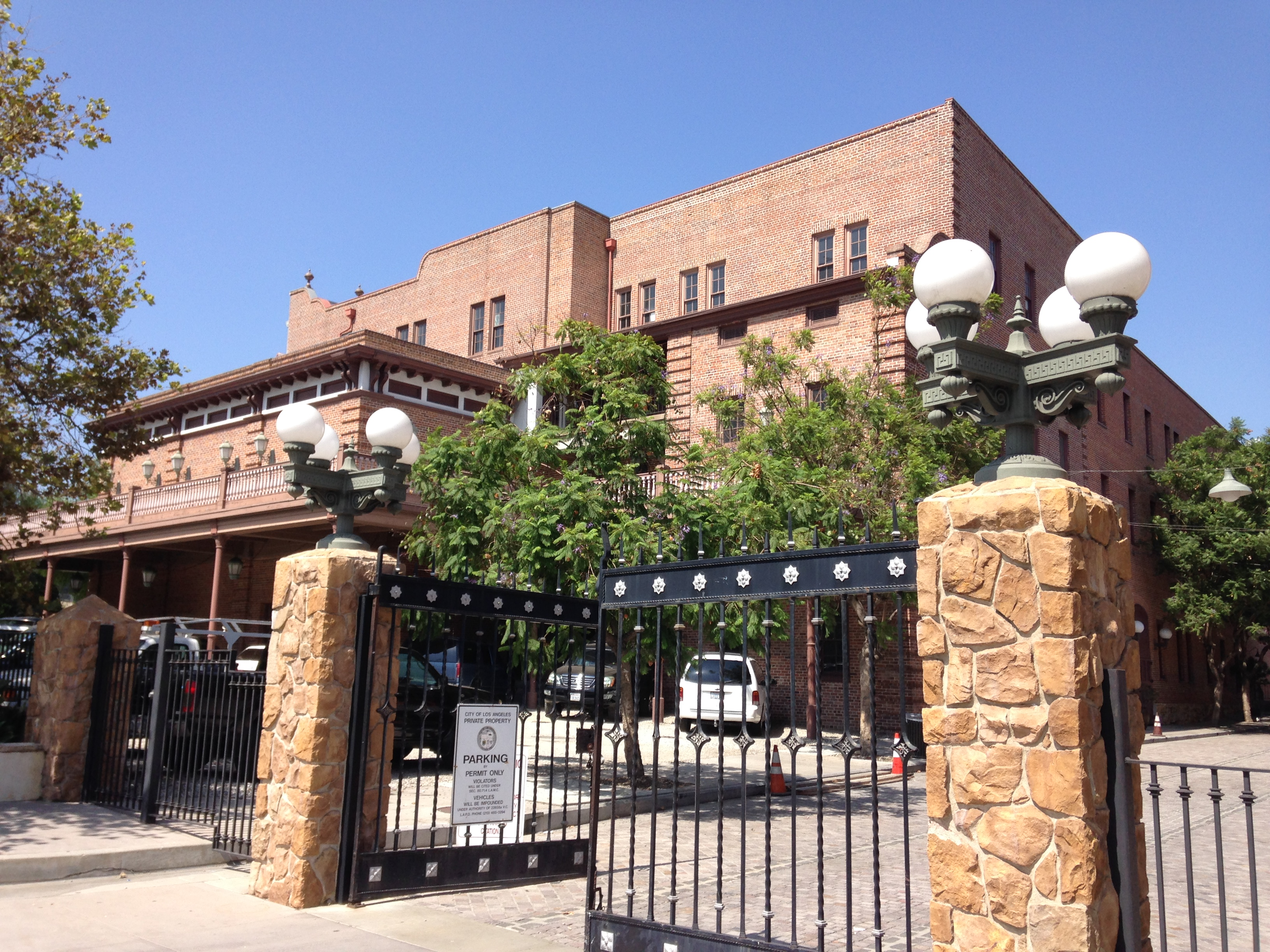
Rückseite des Pico House, „CBI Gebäude“

Der Handlungsort der Serie ist Kaliforniens Hauptstadt Sacramento, wo in der Serie das Hauptquartier des CBI angesiedelt ist. Tatsächlich handelt es sich bei dem in vielen Folgen gezeigten Gebäude um die Rückseite des Pico House, eines ehemaligen Luxushotels in Los Angeles. In Folge 1x16 ist auch ein Großteil des Casts bei Außenaufnahmen am Pico House zu sehen.
Das Studioset für die Innenaufnahmen der Büros wurde in den Warner Bros.-Studios in Burbank errichtet. Viele Szenen wurden in nächster Umgebung gedreht, so beispielsweise einige Szenen von Folge 2x01 und das Staffelfinale der dritten Staffel. In beiden Fällen wurde in der Burbank Town Center Mall gefilmt.
Blicke aus den Bürofenstern und von Janes Verschlag auf dem Dach zeigen immer wieder die Tower-Bridge von Sacramento (eine Hubbrücke). Die Perspektive entspricht der, des dort errichteten Ziggurat, welches der Sitz des California Department of General Services ist.
Beim ab Staffel 6 gezeigten FBI-Gebäude (in der Serie in Austin, Texas) handelt es sich um das 2010 errichtete Dianne G. Van Hook University Center des College of the Canyons in Santa Clarita, das ebenfalls im Großraum Los Angeles liegt.
Szenen der in Beirut spielenden Folge 7x03 wurden in Los Angeles, in der Straße St. Vincent Court, gedreht.

## Reichweite
Mit durchschnittlich 15,6 Millionen Zuschauern war The Mentalist der erfolgreichste Neustart einer Serie in der Fernsehsaison 2008/2009 und 2008 auch insgesamt die erfolgreichste fiktionale Serie in den USA.

## Ausstrahlung

### Vereinigte Staaten
Um auf die immer stärker werdenden Zuschauerverluste zu reagieren, setzten die US-Networks in der Saison 2008/09 vor allem auf klassische Krimiserien, die allgemein sehr quotenstark sind. Trotzdem war es eine Überraschung, dass The Mentalist mit den ersten beiden Episoden in den USA 15,6 Millionen Zuschauer erreichte. Solche Werte werden meist von etablierten Serien wie Navy CIS, CSI: Miami oder Criminal Minds eingeholt. Deshalb war es nicht verwunderlich, dass CBS eine komplette erste Staffel bestellte. CBS sendete die erste Staffel vom 28. September 2008 bis zum 19. Mai 2009. Die zweite Staffel wurde vom 24. September 2009 bis zum 20. Mai 2010 auf CBS ausgestrahlt. Am 19. Mai 2010 gab CBS bei den Upfronts bekannt, dass eine dritte Staffel bestellt wurde, deren Erstausstrahlung vom 23. September 2010 bis zum 19. Mai 2011 auf CBS zu sehen war.
Die vierte Staffel war vom 22. September 2011 bis zum 17. Mai 2012 auf CBS zu sehen. Aufgrund gleichbleibend guter Einschaltquoten gab CBS im März 2012 die Produktion einer fünften Staffel bekannt, die vom 30. September 2012 bis zum 5. Mai 2013 zu sehen war. Am 27. März 2013 gab der Fernsehsender CBS bekannt, dass eine sechste Staffel der Serie bestellt wurde. Im Mai 2014 gab CBS die Verlängerung um eine siebte Staffel bekannt. Wie im September 2014 bekannt wurde, sollte diese die letzte sein. Die Ausstrahlung begann am 30. November 2014 und endete am 18. Februar 2015 mit einer Doppelfolge.
| 1 | 23 | 23. September 2008 – 19. Mai 2009    | 17,41 Mio. | #6  | Dienstag 21:00 Uhr                                                      | [ 17 ] |
| 2 | 23 | 24. September 2009 – 20. Mai 2010    | 15,37 Mio. | #10 | Donnerstag 22:00 Uhr                                                    | [ 18 ] |
| 3 | 24 | 23. September 2010 – 19. Mai 2011    | 15,24 Mio. | #9  | Donnerstag 22:00 Uhr                                                    | [ 19 ] |
| 4 | 24 | 22. September 2011 – 17. Mai 2012    | 14,57 Mio. | #12 | Donnerstag 22:00 Uhr                                                    | [ 20 ] |
| 5 | 22 | 30. September 2012 – 5. Mai 2013     | 11,82 Mio. | #24 | Sonntag 22:00 Uhr                                                       | [ 21 ] |
| 6 | 22 | 29. September 2013 – 18. Mai 2014    | 11,27 Mio. | #26 | Sonntag 22:00 Uhr                                                       | [ 22 ] |
| 7 | 13 | 30. November 2014 – 18. Februar 2015 | 11,81 Mio. | #25 | Sonntag 21:00 Uhr (Folgen 1 bis 5) Mittwoch 20:00 Uhr (Folgen 6 bis 13) | [ 23 ] |

### Deutschland
In Deutschland sendete Sat.1 die erste Staffel vom 1. März 2009 bis zum 2. August 2009. Die erste Folge erreichte 2,32 Millionen Zuschauer und war somit unter den Top-5-Sendungen der werberelevanten Zielgruppe am 1. März. Die zweite Staffel sendete Sat.1 ab dem 28. Februar 2010 und beendete sie frühzeitig am 6. Juni 2010. Die Fortsetzung der zweiten Staffel erfolgte vom 5. September 2010 bis zum 24. Oktober 2010. Die dritte Staffel startete am 13. Februar 2011 und endete am 13. November 2011; sie beinhaltete ebenfalls eine Ausstrahlungspause. Die Ausstrahlung der vierten Staffel startete am 5. Februar 2012 auf Sat.1. Die Ausstrahlung wurde nach zwölf Folgen von Sat.1 am 29. April unterbrochen. Die Fortsetzung der vierten Staffel lief vom 23. September bis zum 9. Dezember 2012 und bereits am 6. Januar 2013 begann die Ausstrahlung der fünften Staffel. Nachdem die Ausstrahlung, wie bei den Staffeln zuvor, durch eine Sommerpause unterbrochen wurde, ist sie ab dem 29. Juli 2013 montags fortgesetzt worden. Am 30. September 2013 fand das Staffelfinale statt.
Die deutsche Erstausstrahlung der sechsten Staffel erfolgte erstmals im Bezahlfernsehen bei Sat.1 emotions und begann am 7. Januar 2014. Im Free-TV war der Ausstrahlungsbeginn der sechsten Staffel am 12. Januar 2014 bei Sat.1, womit die Serie ihren Sendeplatz zurück auf den Sonntag wechselte. Nachdem die Ausstrahlung der sechsten Staffel durch eine zehnmonatige Pause unterbrochen wurde, wurde sie ab 9. Februar 2015 montags um 21.15 Uhr fortgesetzt.
Die siebte Staffel wurde vom 27. April bis zum 13. Juli 2015 auf Sat.1 ausgestrahlt.
| Ausstrahlungsinfos und Einschaltquoten der Serie auf dem Free-TV-Privatsender Sat.1 | Ausstrahlungsinfos und Einschaltquoten der Serie auf dem Free-TV-Privatsender Sat.1 | Ausstrahlungsinfos und Einschaltquoten der Serie auf dem Free-TV-Privatsender Sat.1 | Ausstrahlungsinfos und Einschaltquoten der Serie auf dem Free-TV-Privatsender Sat.1 | Ausstrahlungsinfos und Einschaltquoten der Serie auf dem Free-TV-Privatsender Sat.1 | Ausstrahlungsinfos und Einschaltquoten der Serie auf dem Free-TV-Privatsender Sat.1 | Ausstrahlungsinfos und Einschaltquoten der Serie auf dem Free-TV-Privatsender Sat.1 | Ausstrahlungsinfos und Einschaltquoten der Serie auf dem Free-TV-Privatsender Sat.1 | Ausstrahlungsinfos und Einschaltquoten der Serie auf dem Free-TV-Privatsender Sat.1 |
| Staffel                                                                             | Episoden                                                                            | Sendezeitraum                                                                       | Einschaltquoten                                                                     | Einschaltquoten                                                                     | Einschaltquoten                                                                     | Einschaltquoten                                                                     | Sendeplatz                                                                          | Quelle                                                                              |
| Staffel                                                                             | Episoden                                                                            | Sendezeitraum                                                                       | Reichweite (ab 3 J. in Mio.)                                                        | Marktanteil (ab 3 J. in %)                                                          | Reichweite (14–49 J. in Mio.)                                                       | Marktanteil (14–49 J. in %)                                                         | Sendeplatz                                                                          | Quelle                                                                              |
| ----------------------------------------------------------------------------------- | ----------------------------------------------------------------------------------- | ----------------------------------------------------------------------------------- | ----------------------------------------------------------------------------------- | ----------------------------------------------------------------------------------- | ----------------------------------------------------------------------------------- | ----------------------------------------------------------------------------------- | ----------------------------------------------------------------------------------- | ----------------------------------------------------------------------------------- |
| 1                                                                                   | 23                                                                                  | 1. März – 2. August 2009                                                            | ø 3,31 Mio.                                                                         | ø 10,5 %                                                                            | ø 2,10 Mio.                                                                         | ø 15,5 %                                                                            | Sonntag 21:15 Uhr                                                                   | [ 30 ]                                                                              |
| 2                                                                                   | 15                                                                                  | 28. März – 6. Juni 2010                                                             | ø 3,76 Mio.                                                                         | ø 11,2 %                                                                            | ø 2,32 Mio.                                                                         | ø 15,7 %                                                                            | Sonntag 21:15 Uhr                                                                   | [ 31 ]                                                                              |
| 2                                                                                   | 8                                                                                   | 5. September – 24. Oktober 2010                                                     | ø 3,76 Mio.                                                                         | ø 11,2 %                                                                            | ø 2,32 Mio.                                                                         | ø 15,7 %                                                                            | Sonntag 21:15 Uhr                                                                   | [ 31 ]                                                                              |
| 3                                                                                   | 12                                                                                  | 13. Februar – 8. Mai 2011                                                           | ø 3,60 Mio.                                                                         | ø 10,5 %                                                                            | ø 2,16 Mio.                                                                         | ø 14,7 %                                                                            | Sonntag 21:15 Uhr                                                                   | [ 32 ]                                                                              |
| 3                                                                                   | 12                                                                                  | 28. August – 13. November 2011                                                      | ø 3,60 Mio.                                                                         | ø 10,5 %                                                                            | ø 2,16 Mio.                                                                         | ø 14,7 %                                                                            | Sonntag 21:15 Uhr                                                                   | [ 32 ]                                                                              |
| 4                                                                                   | 12                                                                                  | 5. Februar – 29. April 2012                                                         | ø 3,43 Mio.                                                                         | ø 9,9 %                                                                             | ø 1,96 Mio.                                                                         | ø 13,4 %                                                                            | Sonntag 21:15 Uhr                                                                   | [ 33 ]                                                                              |
| 4                                                                                   | 12                                                                                  | 23. September – 9. Dezember 2012                                                    | ø 3,43 Mio.                                                                         | ø 9,9 %                                                                             | ø 1,96 Mio.                                                                         | ø 13,4 %                                                                            | Sonntag 21:15 Uhr                                                                   | [ 33 ]                                                                              |
| 5                                                                                   | 12                                                                                  | 6. Januar – 24. März 2013                                                           | ø 3,53 Mio.                                                                         | ø 10,1 %                                                                            | ø 2,03 Mio.                                                                         | ø 14,3 %                                                                            | Sonntag 21:15 Uhr                                                                   | [ 34 ]                                                                              |
| 5                                                                                   | 10                                                                                  | 29. Juli – 30. September 2013                                                       | ø 2,47 Mio.                                                                         | ø 8,1 %                                                                             | ø 1,29 Mio.                                                                         | ø 11,1 %                                                                            | Montag 20:15 Uhr                                                                    | [ 35 ]                                                                              |
| 6                                                                                   | 12                                                                                  | 12. Januar – 30. März 2014                                                          | ø 3,21 Mio.                                                                         | ø 9,2 %                                                                             | ø 1,74 Mio.                                                                         | ø 12,5 %                                                                            | Sonntag 21:15 Uhr                                                                   | [ 36 ]                                                                              |
| 6                                                                                   | 10                                                                                  | 9. Februar – 20. April 2015                                                         |                                                                                     |                                                                                     |                                                                                     |                                                                                     | Montag 21:15 Uhr                                                                    |                                                                                     |
| 7                                                                                   | 13                                                                                  | 27. April 2015 – 13. Juli 2015                                                      | ø 2,25 Mio.                                                                         | ø 7,8 %                                                                             | ø 1,08 Mio.                                                                         | ø 10,3 %                                                                            | Montag 21:15 Uhr                                                                    | [ 37 ]                                                                              |

Die höchste Zuschauerzahl wurde mit 4,25 Mio. Zuschauer am 3. April 2011 gemessen. Es lief die achte Episode der dritten Staffel.

### Österreich
In Österreich sendete ORF 1 die erste Staffel vom 1. März 2009 bis zum 26. Juli 2009. Gestartet wurde mit einer Doppelfolge. Die zweite Staffel wurde vom 8. März bis 15. November 2010 ausgestrahlt. Der erste Teil der dritten Staffel wurden vom 7. Februar bis 5. Mai 2011 ausgestrahlt, die restlichen Folgen wurden vom 1. September bis 10. November 2011 gesendet. Vom 2. Februar 2012 bis 19. April wurden im ORF wöchentlich die ersten 12 Episoden der vierten Staffel ausgestrahlt, vom 5. bis zum 26. September folgten die Episoden 13 bis 20 und die letzten vier Episoden folgten vom 10. bis zum 18. Dezember jeweils montags und dienstags in Doppelfolgen. Die Ausstrahlung der fünften Staffel begann am 7. Januar 2013 mit einer Doppelfolge und endete am 23. September 2013. Die sechste Staffel startete am 13. Januar 2014 mit einer Doppelfolge und endete am 17. November 2014. Die siebte Staffel startete am 13. April 2015. Die letzte Folge wurde am 13. Juli 2015 auf ORF 1 ausgestrahlt.

### Schweiz
In der Schweiz sendete 3+ die erste Staffel vom 23. März 2009 bis zum 18. August 2009. Die zweite Staffel sendete 3+ vom 12. März bis 4. Juni 2010. Die dritte Staffel startete am 11. März 2011 und endete am 25. November 2011 nach einer Sommerpause. Am 10. Februar 2012 startete die vierte Staffel und endete am 17. Dezember 2012 nach einer Sommerpause. Vom 7. Juni bis zum 6. November 2013 wurde die fünfte Staffel ausgestrahlt. Am 27. Januar 2014 startete die sechste Staffel und endete am 19. Januar 2015 nach einer Sommerpause.

## Auszeichnungen
Crime Thriller Awards
- 2009: Nominierung in der Kategorie The International TV Dagger für The Mentalist

People’s Choice Award
- 2009: People’s Choice Award in der Kategorie Beste neue TV-Drama-Serie
- 2015: Nominierung in der Kategorie Beste Dramaserie

Emmy
- 2009: Nominierung in der Kategorie Hauptdarsteller in einer Dramaserie für Simon Baker

Golden Globe Award
- 2010: Nominierung in der Kategorie Bester Serien-Hauptdarsteller – Drama für Simon Baker

Screen Actors Guild Awards
- 2010: Nominierung in der Kategorie Bester Darsteller in einer Fernsehserie – Drama für Simon Baker

Television Critics Association Awards
- 2009: Nominierung in der Kategorie Beste neue Fernsehserie des Jahres

## Episodenliste

### Titelgebung
Eine Besonderheit der englischen Episodentitel ist, dass sich jeder Titel bis einschließlich der Folge 6x08 auf die Farbe Rot bezieht. Neben eindeutiger Nennung (1x03: „Red Tide“, 1x05 „Redwood“) gibt es auch rote Farbtöne beziehungsweise rote Gegenstände (öfter Blut) oder Wortspiele mit dem englischen Wort „red“:
- 1x14, 4x24, 5x01: Crimson = Purpurrot
- 1x15, 2x02: Scarlet = Scharlachrot
- 1x17: Carnelian = Karneol (roter Edelstein)
- 1x18: Russet = Rotbraun
- 2x01: Redemption
- 2x09: Rubies = Rubine (roter Edelstein)
- 2x10: Fire = Feuer
- 2x11: Rose-Colored = Rosarot
- 2x18: Aingavite Baa = Rotes Wasser (Sprache: Shoshone)
- 2x21: 18-5-4 = numerische Zuordnung: 18 = R, 5 = E, 4 = D
- 3x06: Pink = Rosa

Ab der Folge 6x09 wurde diese Regel zum Abschluss des Handlungsstranges um Red John beigelegt, die Episodennamen enthalten seitdem andere Farbnamen.

## DVD-Veröffentlichungen
Vereinigte Staaten
- Staffel 1 erschien am 22. September 2009
- Staffel 2 erschien am 21. September 2010
- Staffel 3 erschien am 20. September 2011
- Staffel 4 erschien am 18. September 2012
- Staffel 5 erschien am 17. September 2013
- Staffel 6 erschien am 30. September 2014
- Staffel 7 erschien am 28. April 2015

Großbritannien
- Staffel 1 erschien am 8. März 2010
- Staffel 2 erschien am 8. November 2010
- Staffel 3 erschien am 10. Oktober 2011
- Staffel 4 erschien am 8. Oktober 2012
- Staffel 5 erschien am 14. Oktober 2013
- Staffel 6 erschien am 20. Oktober 2014
- Staffel 7 erschien am 20. Juli 2015

Deutschland
- Staffel 1 erschien am 18. September 2009 auf DVD
- Staffel 1 erschien am 5. März 2010 auf Blu-ray Disc
- Staffel 2 erschien am 3. Dezember 2010
- Staffel 3 erschien am 2. Dezember 2011
- Staffel 4 erschien am 14. Dezember 2012
- Staffel 5 erschien am 6. Dezember 2013
- Staffel 6 erschien am 11. Dezember 2014
- Staffel 7 erschien am 3. Dezember 2015

## Kritik
„Der Charme von Robert Redford mit einem Schuss Oliver Geissen: „Der Mentalist“ auf Sat 1 löst Mordfälle durch Hellseherei, aber ohne großen Hokuspokus. […] Der Mentalist menschelt wie Oprah Winfrey, ist aber ausgebuffter als Felix Krull. Er zwinkert selten und hält den Augenkontakt immer ein Terzlein zu lang. Dabei lächelt er James-Dean-mäßig, halbseitig.“

Allgemein erhielt The Mentalist ein sehr positives Medienecho, so schrieb beispielsweise Mary McNamara von der Los Angeles Times, es mache Spaß, dem laufenden Schlussfolgerungsprozess zuzusehen. „Aber psychologische Geschicklichkeit reicht nicht, um wöchentlich eine Stunde auszufüllen. Für das braucht man komplizierte, interessante Verbrechen und komplizierte, interessante Charaktere, die diese aufklären. The Mentalist scheint vorbereitet, genau das zu schaffen.“

## Trivia
- In der deutschen Synchronisation der Staffel 1, Folge 4, heißt die Figur Adrianna Jonovic, gespielt von Angela Sarafyan, fälschlicherweise Adrianna Sarafyan.
- In Staffel 5, Folge 10, wird das Bundeskanzleramt in Berlin als das fiktive Forschungslabor „J.G. Allen Tobacco Research Lab“ eingeblendet.